# 歌川重歳
歌川 重歳(うたがわ しげとし、生没年不詳)は江戸時代末期の浮世絵師。

## 来歴
歌川広重の門人。文久元年(1861年)の頃に玩具絵や横浜絵などの大判の錦絵を数点描いている。

## 作品
- 「横浜相撲之図」 大判 文久元年(1861年)  糸庄版 都立中央図書館所蔵
- 「朝比奈嶋めぐり」 大判 文久元年(1861年)  山甚版 くもん子ども研究所所蔵 ※「重歳画」の落款
- 「八幡太郎義家」 大判 武者絵 山甚版
- 「武蔵坊弁慶」 大判 武者絵 山甚版